# Hostie

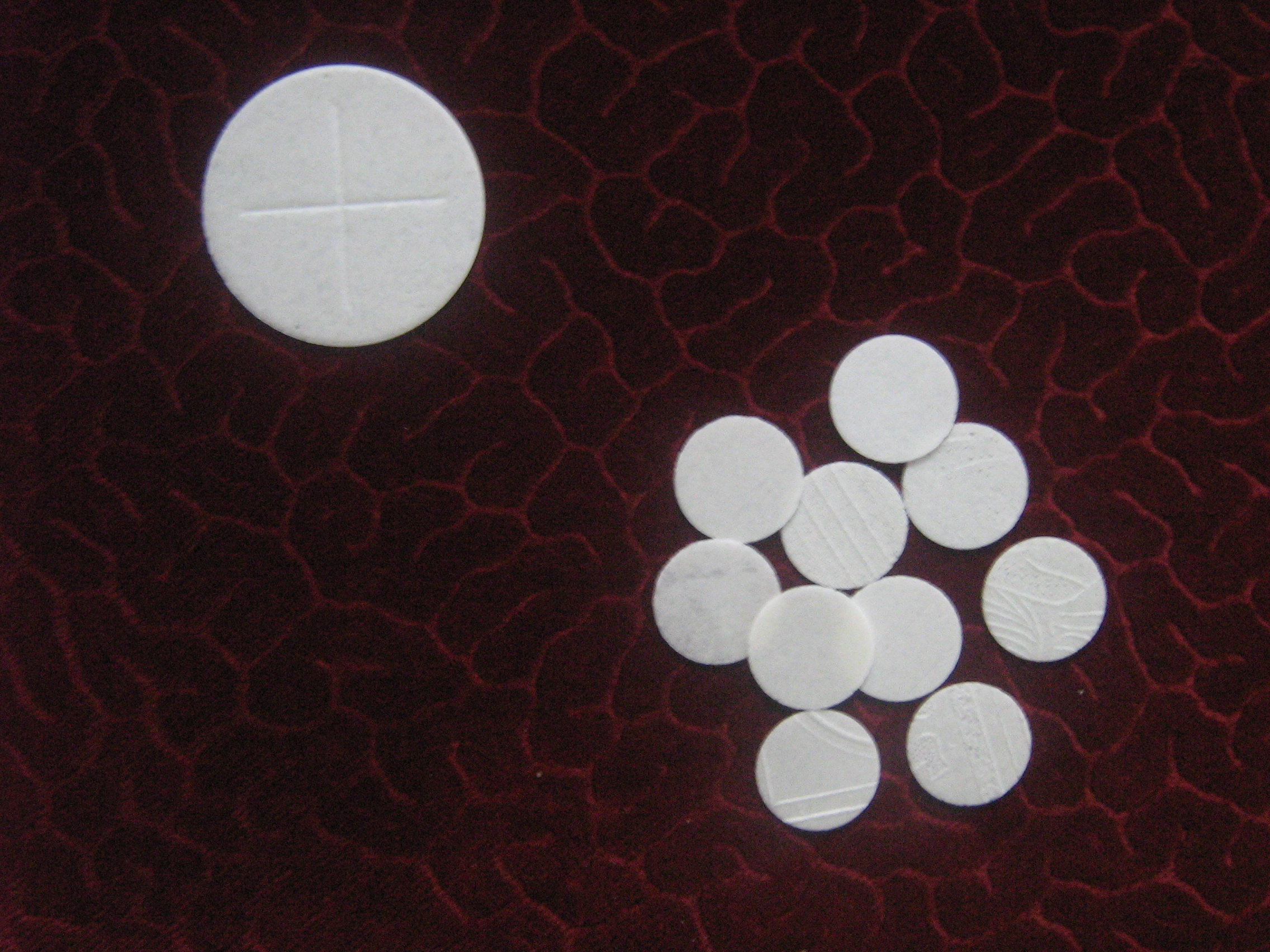
velká hostie a malé hostie

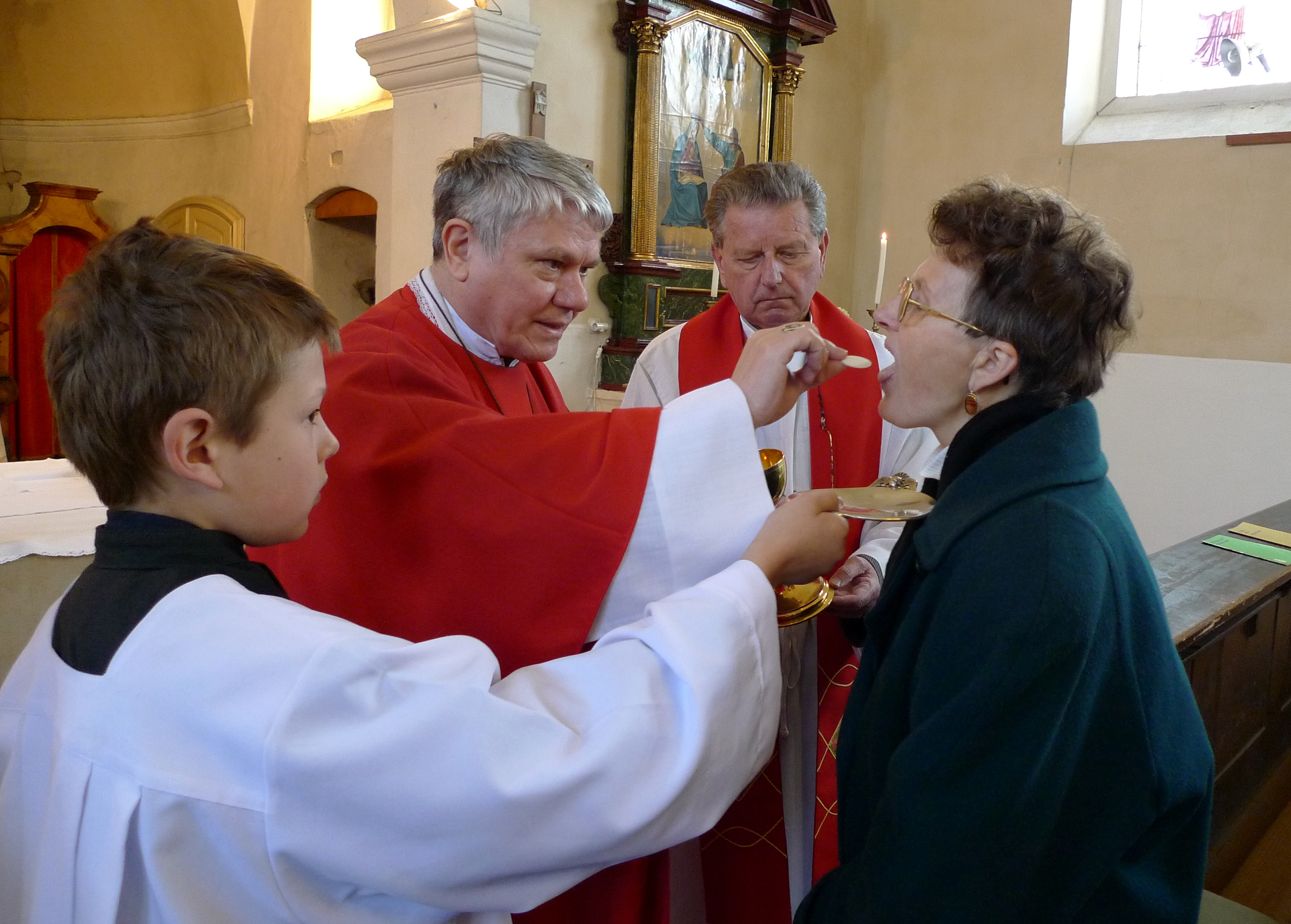
Biskup Václav Malý při podávání svatého přijímání v kostele sv. Vojtěcha v Přerově nad Labem

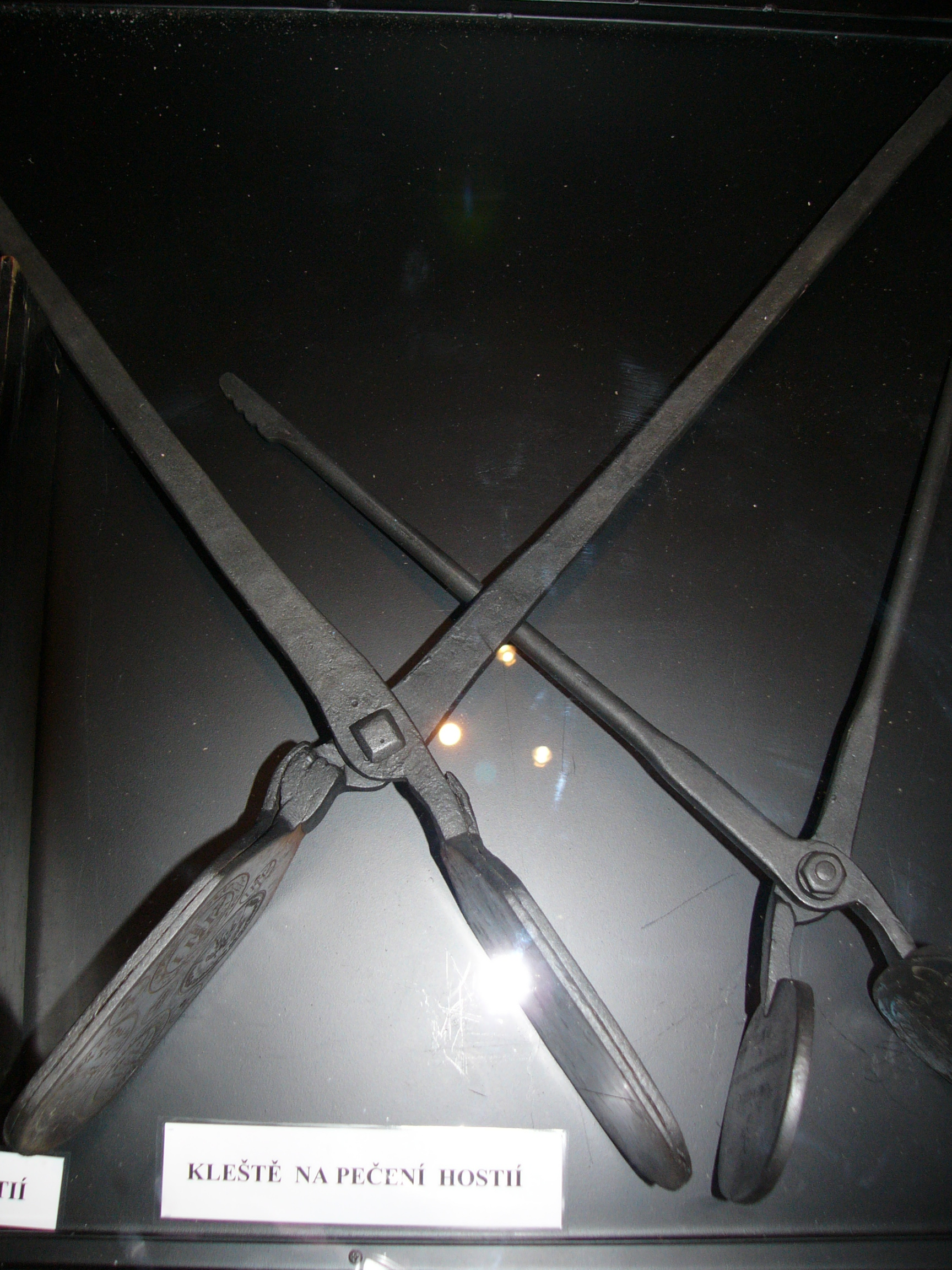
kleště na pečení hostií

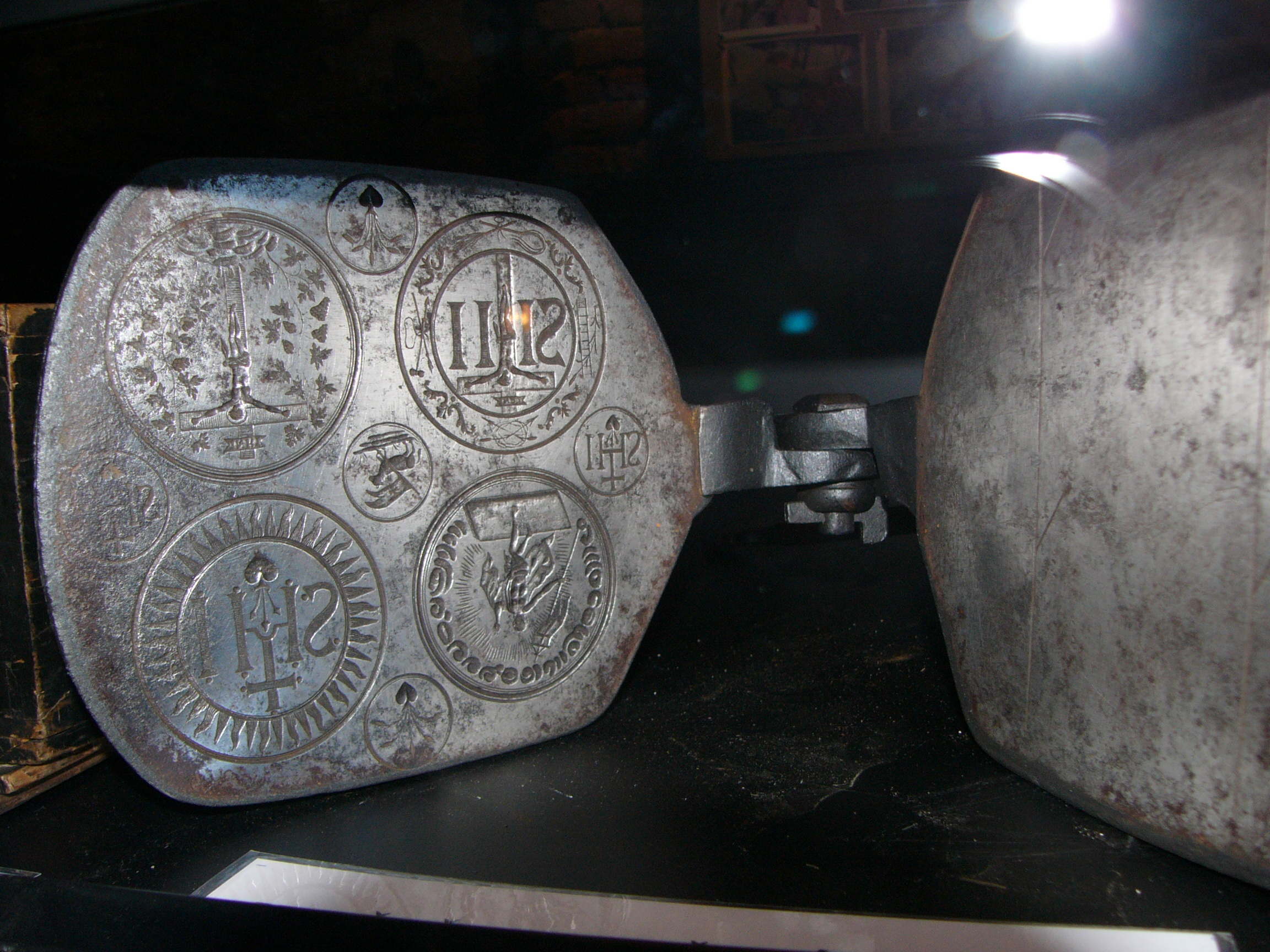
detail kleští na pečení hostií

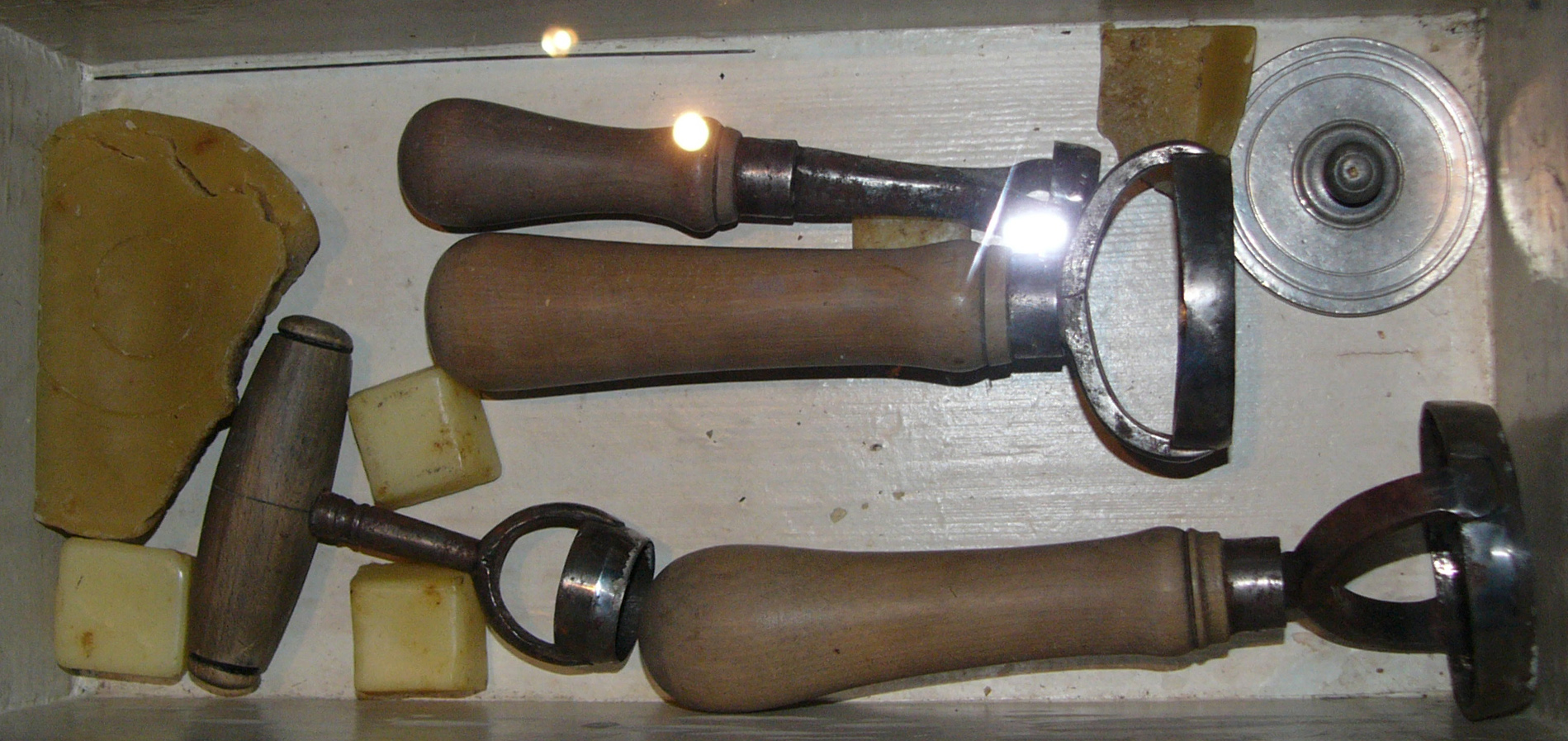
vykrajovátka na hostie

Hostie (z lat. hostia oběť, obětní zvíře) označuje v křesťanské tradici chléb připravený ke slavení eucharistie. Většina liturgií pak označuje hostii po proměnění jako „tělo Kristovo“, mezi jednotlivými křesťanskými církvemi nepanuje shoda ohledně způsobu přítomnosti Krista při slavení eucharistie.

## Historie
Původně se ke slavení eucharistie, původně označovanému jako „lámání chleba“, užíval obyčejný chléb, který s sebou věřící přinesli. Avšak již záhy dostal tento chléb ustálenou a symbolickou formu. Příprava chleba k eucharistii je v římské církvi svěřena jáhnům. Ve středověku se pak zřejmě z obavy, aby se neztratila jediná částečka proměněného chleba, vyvinula forma současné hostie, kterou lze jednoduše lámat a rozdělovat, i přes toto bezpečnostní opatření se stále pod hostie dávají pateny, aby případný padající kousíček byl zachycen; tuto práci vykonávají nejčastěji ministranti.
Označení chleba pro eucharistii jako hostie má teologický význam – má zdůraznit, že podle nauky církví, které uznávají Ježíšovu reálnou přítomnost v eucharistii, je slavení eucharistie památkou jediné oběti, v níž Ježíš Kristus přinesl Bohu Otci na kříži svůj život a zemřel za spásu světa.

## Charakteristika
Ve východní církvi se užívá chleba kvašeného nazývaného prosfora, v západní církvi se zřejmě již od 7. století užívá chleba nekvašeného neboli hostie, čímž se symbolicky navázala souvislost s židovským slavením pesachové hostiny, z níž se křesťanské slavení eucharistie vyvinulo. Těsto na výrobu hostií se tedy vyrábí z pšeničné mouky a vody. Užívání nekvašeného chleba bylo jednou ze zvyklostí, které východní církev vytýkala církvi západní. Z nekvašeného chleba se dalším vývojem došlo k prosté, obvykle bílé oplatce.
Hostie má kruhový tvar, který je často vyzdoben křesťanskými symboly (chíró, beránek, kříž, nika).

## Výroba v Česku
Jediná výrobna hostií v České republice se nachází v Bílé Vodě. Hostie se zde pečou od roku 1984. Zdejší hostiárna pracuje pod hlavičkou Charity ČR, její společnost s ručením omezeným nese název UNITA. Těsto na hostie vzniká smísením čisté pšeničné mouky a vody, potom se nalije na plotýnky, na nichž se upečou oplatky většího obdélníkového tvaru. Z nich se po zvlhčení vykrajují hostie. Při výrobě má převahu ruční práce. Nepoužívají se žádné chemické konzervační látky. Hostie z Bílé Vody se rozesílají celkem ke zhruba tisíci stálých klientů v celé republice, ročně jde přibližně o dvacet milionů kousků.

## Užití hostie
Proměněný chléb uctívají katoličtí křesťané jako tělo Kristovo a nakládají s ním proto patřičně. Po skončení bohoslužby se hostie proměněné nevyhazují, ale ukládají se do tzv. svatostánku, který slouží k uchovávání proměněných hostií – ty se pak donášejí nemocným anebo se z nich podává svaté přijímání při některé z následujících bohoslužeb (např. obřady Velkého pátku). 
Podobnou úctu v přítomnost Krista v proměněném chlebě i po skončení slavení eucharistie sdílejí i pravoslavní. V protestantismu a v některých alternativních katolických společenstvích se při slavení eucharistie nepoužívají hostie, ale skutečný chléb, vzhledem k tomu, že vnější podoba hostií příliš neukazuje na symbol chleba.